# Middellandse Zeespelen 1975
De Middellandse Zeespelen 1975 vormden de zevende editie van de Middellandse Zeespelen. Ze werden gehouden van 23 augustus tot en met 6 september 1975 in de Algerijnse hoofdstad Algiers.
De Spelen van 1975 waren veruit de grootste tot dan toe. Er namen 2444 atleten deel aan deze editie, meer dan 1000 meer dan vier jaar eerder. Met 349 deelnemende vrouwen werd ook een record verbroken. Italië sloot de Spelen wederom af als aanvoerder van het medailleklassement, op ruime afstand gevolgd door de Frankrijk en Joegoslavië. Gastland Algerije beëindigde de Spelen op de achtste plaats in het medailleklassement.

## Sporten
Op deze Spelen stonden er 18 sporten op het programma, twee meer dan vier jaar eerder. In 160 onderdelen konden medailles worden behaald.
| Atletiek Basketbal Boksen Gewichtheffen Gymnastiek Handbal | Judo Schermen Schietsport Tafeltennis Tennis Voetbal | Volleybal Waterpolo Wielersport Worstelen Zeilen Zwemmen |

## Medaillespiegel
| Plaats | Land        | Goud | Zilver | Brons | Totaal |
| 1      | Italië      | 51   | 40     | 36    | 127    |
| 2      | Frankrijk   | 31   | 25     | 23    | 79     |
| 3      | Joegoslavië | 24   | 17     | 23    | 64     |
| 4      | Spanje      | 14   | 27     | 29    | 70     |
| 5      | Turkije     | 12   | 11     | 8     | 31     |
| 6      | Griekenland | 9    | 12     | 16    | 37     |
| 7      | Egypte      | 6    | 12     | 15    | 33     |
| 8      | Algerije    | 4    | 7      | 9     | 20     |
| 9      | Syrië       | 3    | 2      | 11    | 16     |
| 10     | Tunesië     | 3    | 2      | 2     | 7      |
| 11     | Libanon     | 3    | 0      | 1     | 4      |
| 12     | Marokko     | 0    | 4      | 4     | 8      |
| 13     | Libië       | 0    | 1      | 2     | 3      |
| Totaal | Totaal      | 160  | 160    | 179   | 499    |

## Deelnemende landen
Aan de zevende Middellandse Zeespelen namen vijftien landen deel, één meer dan vier jaar eerder. Monaco keerde terug, na de vorige twee edities niet te hebben deelgenomen. Malta en Monaco waren de enige landen die geen medailles wisten te vergaren.
- Algerije
- Egypte
- Frankrijk
- Griekenland
- Italië

- Joegoslavië
- Libanon
- Libië
- Malta
- Marokko

- Monaco
- Spanje
- Syrië
- Tunesië
- Turkije